# Református nagytemplom (Debrecen)
A debreceni református nagytemplom Debrecen legjellegzetesebb épülete, 1500 m²-es alapterületével az ország legnagyobb református temploma, ezenkívül a legnagyobb protestáns templom is az országban. A Magyarországi Református Egyház jelképe, miatta nevezik Debrecent gyakran „kálvinista Rómának”. 1805 és 1824 között épült, klasszicista stílusban, a Kossuth tér és a Kálvin tér között áll, a belvárosban.

## Története
A nagytemplom helyén már a középkorban is templom állt, de az leégett. Helyébe gótikus stílusú csarnoktemplom, az András-templom épült 1297 és 1311 között, alapterülete kb. 16×43 méter volt; négy főoltárával sejteti, hogy a Tiszántúl legnagyobb temploma lehetett. Ez a templom 1564-ben leégett.
A templom megfeketedett falai 62 éven át álltak pusztán, újjáépítésüket Bethlen Gábor vezetésével indította el a már protestáns város 1626-ban. Rákóczi György támogatásával az építkezés 1628-ban befejeződött. 1628. november 26-án a debreceniek az új András-templomban gyűltek össze. A templom arculatát alaposan megváltoztatták. Téglapillérekkel alátámasztott gerendás famennyezetet kapott, tornyát széles kőpárkány díszítette. A cserepes sisakkal fedett favázas tornya tetején Rákóczi György költségére készített aranyos gomb fénylett, ott mutatta az idő múlását a Rákóczi adományozta óramű is. A templomot körülvevő cinterem sarkában, 1642-ben építették fel a vakolatlan téglás Verestornyot, amelyet a külső vöröstéglás megjelenése nyomán a városbeliek csakhamar Verestemplomnak kereszteltek el. Ebben elhelyezték azt az 56 mázsás harangot, melyet időközben fejedelemmé választott I. Rákóczi György öntetett, a harmincéves háborúban zsákmányolt ágyúkból, a németprónai születésű Johan Regner gyulafehérvári harangöntő műhelyében 1636-ban, és Debrecennek ajándékozta.
1707-ben, a Rákóczi-szabadságharc alatt a császári csapatok súlyosan megrongálták a templomot. 1802. június 11-én a város tűzvészeinek egyik legnagyobbika, mely a város egyharmadát elhamvasztotta, elérte a templomot is. A harang a tartóállványokon lesüllyedt a torony aljára. A hőségtől áttüzesedett harangot menteni akarták és vízzel locsolták, amitől megrepedt. 1873-ban újraöntötték, de kireszelték belőle Rákóczi jelmondatát – „Non est currentis, neque volentis, sed miserentis Dei.” (Nem azé, aki fut, sem nem azé, aki akarja, hanem a könyörülő Istené), és elhelyezték a kollégium oratóriumában.

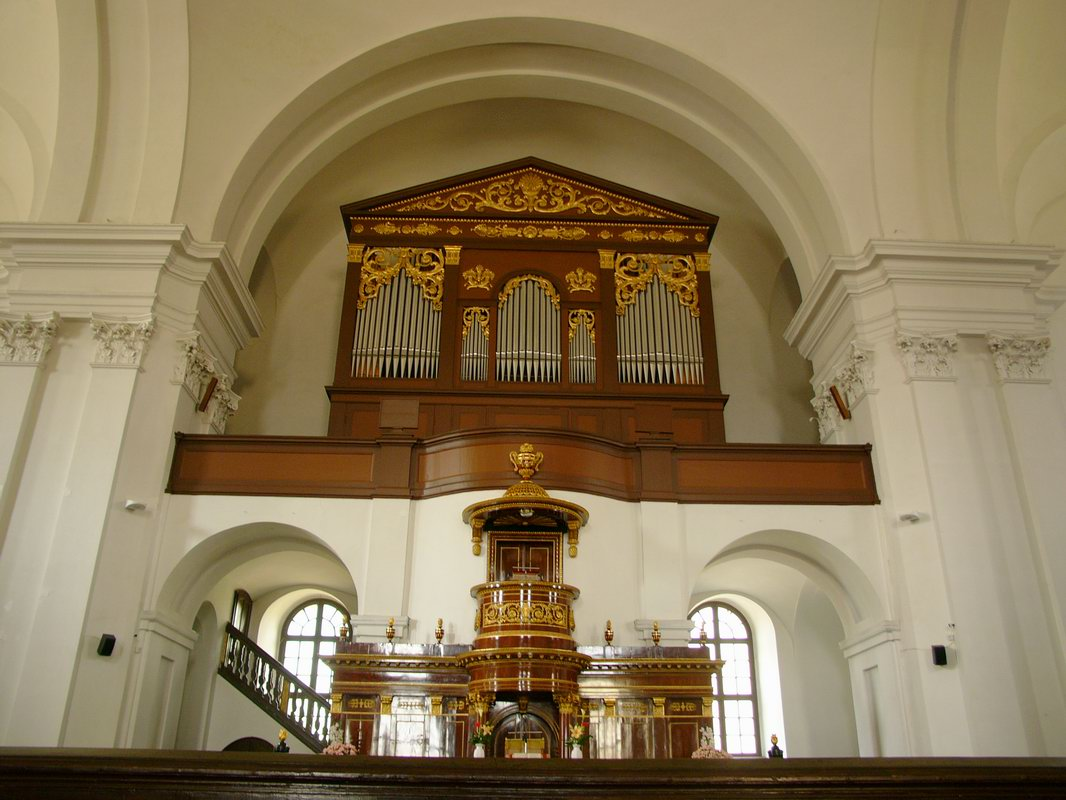
Az orgona

Az új templom építésével 1803-ban a város Péchy Mihályt bízta meg. Péchy újszerű terveit elvetették, a mások által elkészített tervek hatására Péchy is konzervatívabb terven dolgozott. Időközben a bontás elérte a középkori alapokat, melyet a költségkímélés hatására újra felhasználhatónak ítéltek. Péchyt elkedvetlenítette az ócska alapokhoz való ragaszkodás, illetve a tervek nélküli építéshez hozzákezdő Litsman József építőmester munkája. A végső terveket így Thaller József építész készítette el, így folytatódott a munka 1805-ben. 1808-ban részben Péchy tervei alapján folyt az építkezés Rabl Károly vezetésével.
Péchy eredeti terveiben kereszt alaprajzú templom szerepelt, tornyai közt kupolával, de ez pénzügyi okok miatt nem valósult meg. A bal oldali torony 1818-ra készült el, a jobb oldali (keleti) pedig 1821. augusztus 6-án. A tornyok 61 méter magasak. Mivel az eredeti tervekben szereplő kupola nem épült meg, a két torony közt esztétikai szempontból kedvezőtlen üres hely keletkezett. 1823-1824-ben a timpanon mögé díszes frontgalériát építettek Rabl Károly tervei alapján. 1819-től már használták a templomot, de csak 1823-ra fejezték be az építkezést. A Nagytemplom és a kollégium két történelmi eseménynek is színhelyévé lett: az 1848-49-es szabadságharc kormánya Debrecenbe menekülve itt mondta ki 1849. április 14-én a Habsburg-ház trónfosztását, és hirdette ki a Függetlenségi Nyilatkozatot. Az Ideiglenes Nemzetgyűlés 1944 decemberében szintén a kollégiumban ülésezett.

## Az épület

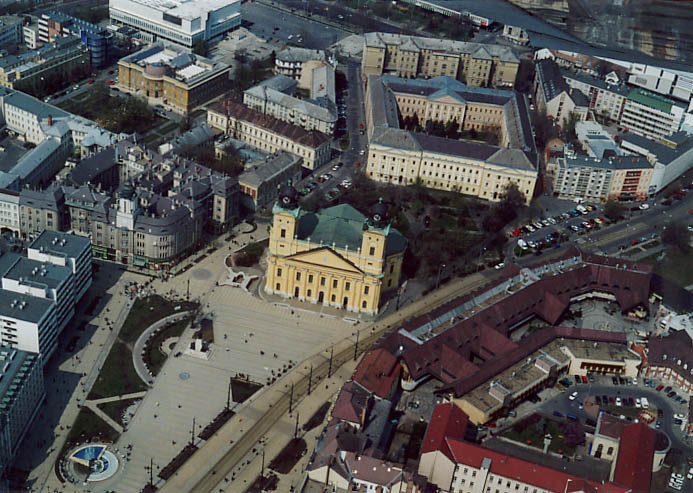
A nagytemplom és környéke: mögötte a Kálvin tér és a Református Kollégium, balra hátul a Déri Múzeum. Előtérben a Kossuth tér az 1-es villamosvonallal

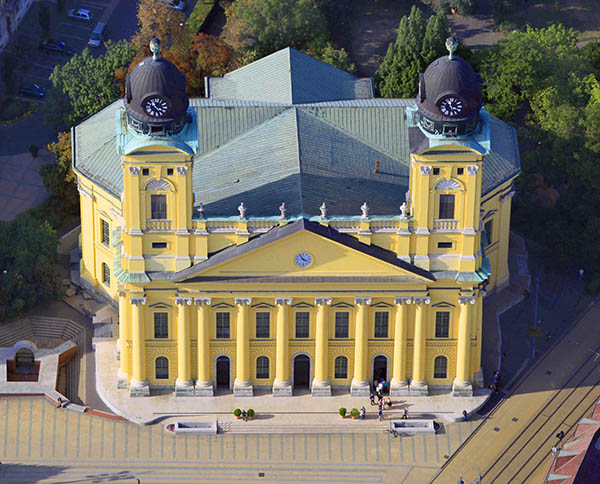
A nagytemplom profilképe

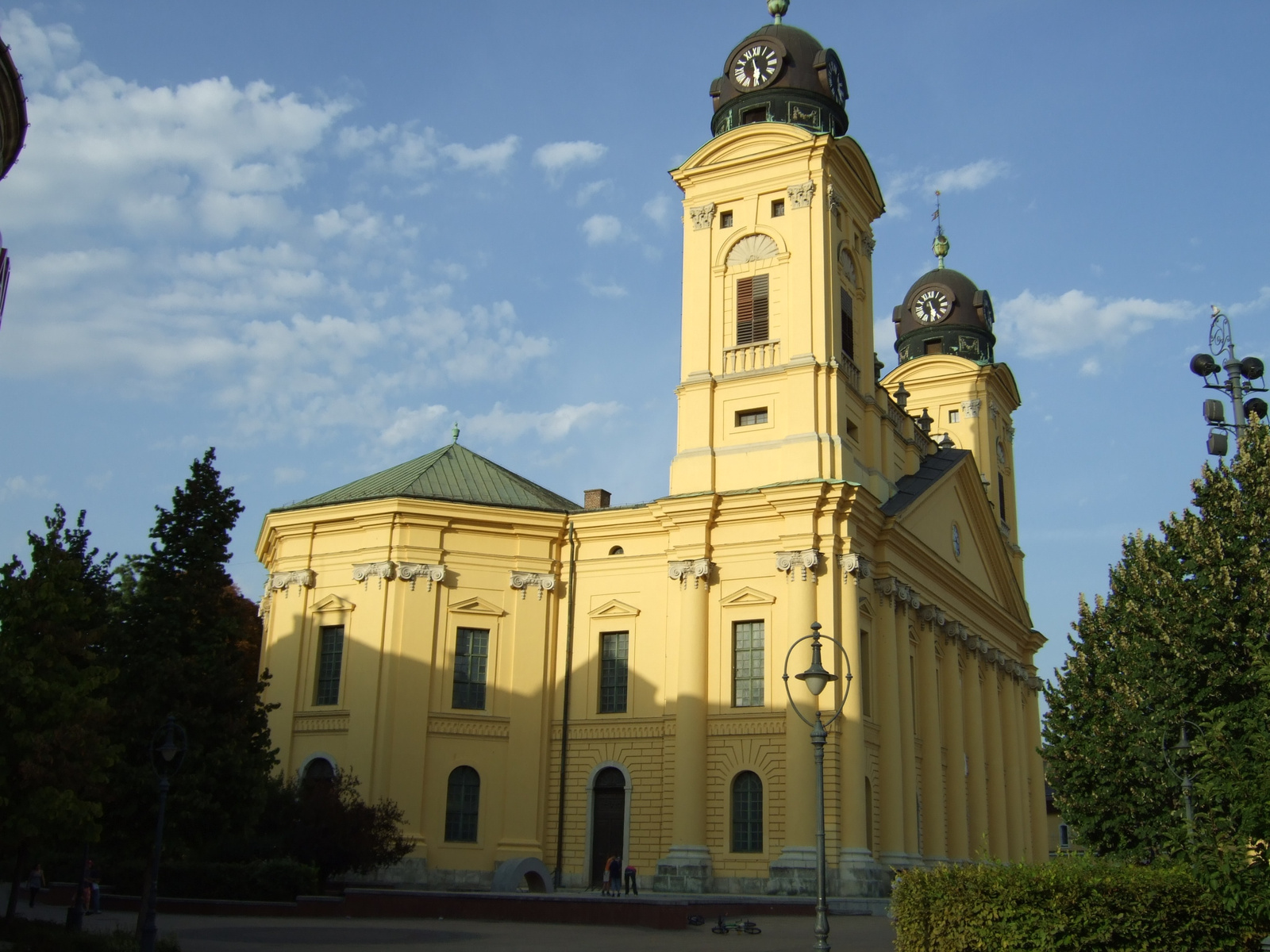
A templom félprofilból

Közel egy méter magas falazott teraszon a homlokzat hosszában helyezkedik el a templom 38 m hosszú, 14 m széles kereszthajója, az 55 m hosszú, 15 m széles főhajó a két torony között húzódik. Az óriási templomtestet a tornyok és a homlokzat szinte elrejtik. A homlokzaton két emelet magasságban felnyúló féljón oszlopok nyugodt monumentalitást adnak. A két torony között húzódó timpanonos főpárkány alig oldja fel a kupola elhagyása miatt keletkezett ürességet, jóllehet segített rajta a helybeli építőmester, Köhler György mellvédfala, mely a pillaszterek folytatásában, szegélypárkányán kővázákkal díszítve a tornyokon lévő balluszterekhez hasonló bábokat hordja. A tornyok magassága a gombbal és a csillaggal 61 méter.
Református templomokra jellemzően a belső falakat fehérre festették. A bal oldali, nyugati toronyból szép kilátás nyílik. Itt helyezték el a Rákóczi-harangot is, mely megrongálódott a tűzvész során, de újraöntötték, Magyarországon jelenleg az 5. legnehezebb templomi harang. A toronytetőkre barokk elemek jellemzőek.

### A templombelső
- A padsorokban mintegy 3000 ülőhely van.[3]
- Kossuth széke a mai napig megtekinthető a templomban.
- A templomban két orgona található: a régebbi a szószék mögött, ezt Jakob Deutschmann készítette 1838-ban, ez egy 3 manuálos, 43 regiszteres, klasszicista szekrényű hangszer. Az újabb orgona a főbejárat felett található, a templom déli részében. Ezt az új, rezonátorcsöves elektronikus orgonát Albert Péter tervezte 1981-ben, hárommanuálos, 52 regiszterrel.

## Harangok
A templom tornyaiban két hatalmas méretű harang lakik:

### Rákóczi-harang
A nyugati (szemből nézve bal) toronyban függ Magyarország legnagyobb református és egyben legnagyobb protestáns harangja. A nyolcadik legnagyobb harang Magyarországon. A megyében pedig a legnagyobb. Tömege: 3800 kg. Alsó átmérő: 198 cm. Alaphangja: Asz0.
Az eredeti harangot I. Rákóczi György erdélyi fejedelem öntette az ellenségtől zsákmányolt ágyúból 1636-ban Régner János németprónai mesterrel Gyulafehérvárott. Az 5600 kg-os harang az 1802-es tűzvészben nem olvadt meg, hanem a faállvány égése következtében a földre zuhant, a lakosok vízzel próbálták locsolni, így a hirtelen hősokk következtében megrepedt. Újjáöntéséig sok idő telt el. 1865-ben Hiltzer Ignác kivágta a megrepedt részt (ebből készült el a kollégium ma is meglévő csengettyűje) és újjáöntötte, de ismét megrepedt. Ekkor Rákóczi címerét is kivágták belőle (ez 167 kg) kiállítási tárgyként elhelyezték a Kollégiumban. A harang újjáöntésére 1873-ban került sor, ezt Hiltzer Ignácz bécsújhelyi öntő és Pozdech József pesti lakatos végezte. A mai harang az eredeti Rákóczi-harang pontos, kicsinyített (kb. 600 kg-mal kisebb) mása, megtalálhatók rajta az eredeti feliratok és Rákóczi címere is. Rákóczi címere alatt a fejedelem jelmondata áll.
Rákóczi harangja és fölötte kialakított kilátó a templom nyitvatartási idejében látogatható. Ráccsal elkerítették, hogy a rossz szándékú látogatók ne tehessenek kárt benne, ám ennek ellenére filctollal a pártázatát összefirkálták. A látogatók megzavarásának elkerülése érdekében csak vasárnap és ünnepekkor, illetve halottak emlékére szólal meg.

### Kisharang
A keleti (jobb oldali) toronyban függ. Tömege: 1680 kg-os (30 bécsi mázsa). Alsó átmérő: 146 cm. Alaphangja: desz1.
1865-ben készült ugyanott, mint a Rákóczi-harang. Egyik oldalán Debrecen 17. századi címere látható, kétoldalt egy-egy angyallal.
Hilzer osztrák harangöntő volt, akinek a magyarországi piacát Pozdech József lakatos segítette elő, mint üzletkötő, illetve a harangok jármát Pozdech készítette el. Az új modor pedig a 19. században a füles koronát felváltó tárcsás felfüggesztésre utal, melynek a lényege, hogy egy tárcsa segítségével a már felfüggesztett harang elforgatható, így az ütő nem csak egy helyen koptatja a harangpalástot, így az előbb-utóbb törvényszerűen bekövetkező harangrepedés késleltethető. Hosszú éveken keresztül technikai okokból kifolyólag nem szólaltatták meg, villamosítása évekig hibás volt. Napjainkban a korábban szokásosnál gyakrabban hallható, a Rákóczi-harang helyett ez szólal meg minden délben.

### Korábbi harangok
A Nagytemplom egykori öt harangja közül csak a két legnagyobb élte túl a két világháború rekvirálását. A két kisebb harangját a keleti toronyból vitték el az első világháborúban: ezek közül a nagyobbik, 907 kg-os harang, Eberhardt Henrik műhelyében készült 1822-ben,  a kisebb, 511 kg-os harang pedig a nagyharangokhoz hasonlóan Hilzer Ignác öntődéjéből származott, és Pozdech-féle járommal volt ellátva. Egy katolikus szerzetes korabeli feljegyzése szerint elrekviráltak egy harmadik harangot is, ami szintén a Hilzer műhelyből származhatott, de ennek létezése ma sem bizonyított. Ezt erősíti, hogy csak két elrekvirált harang járma  található meg a keleti toronyban.

## Külső hivatkozások
- Református Nagytemplom- CívisGIStory
- A Vendégváró cikke
- Fotógaléria
- A templom 1:50 arányú makettje Archiválva 2015. június 22-i dátummal a Wayback Machine-ben